# Back Sides
Back Sides è il terzo album studio del gruppo musicale statunitense Lazlo Bane, pubblicato nel 2006.

## Tracce
1. This Ain't No Techno – 1:57
2. Phoebe – 2:33
3. All She Needs to Know – 3:58
4. Come Back – 3:50
5. Odyssey – 2:58
6. Don't Give Up – 3:19
7. Apology – 4:24
8. Looking Up – 3:47
9. Unbelievable – 3:35
10. Peace Is Our Profession – 4:53